# 紫香樂宮跡站
紫香樂宮蹟站（日语：／ Shigarakigūshi eki */?）是位於滋賀縣甲賀市信樂町牧，屬於信樂高原鐵道的信樂線車站。車站與國道307號並行。站名以位於車站外約5公里的指定國史蹟「紫香樂宮跡」而得名。
車站旁邊的道路為東海自然步道路段。其中車站西側為「信樂段」的終點；東側為「甲南段」的起點。另外，在1991年5月14日發生的信樂高原鐵道列車衝突事故之處，就在本站向貴生川方向約500米外。

## 車站構造

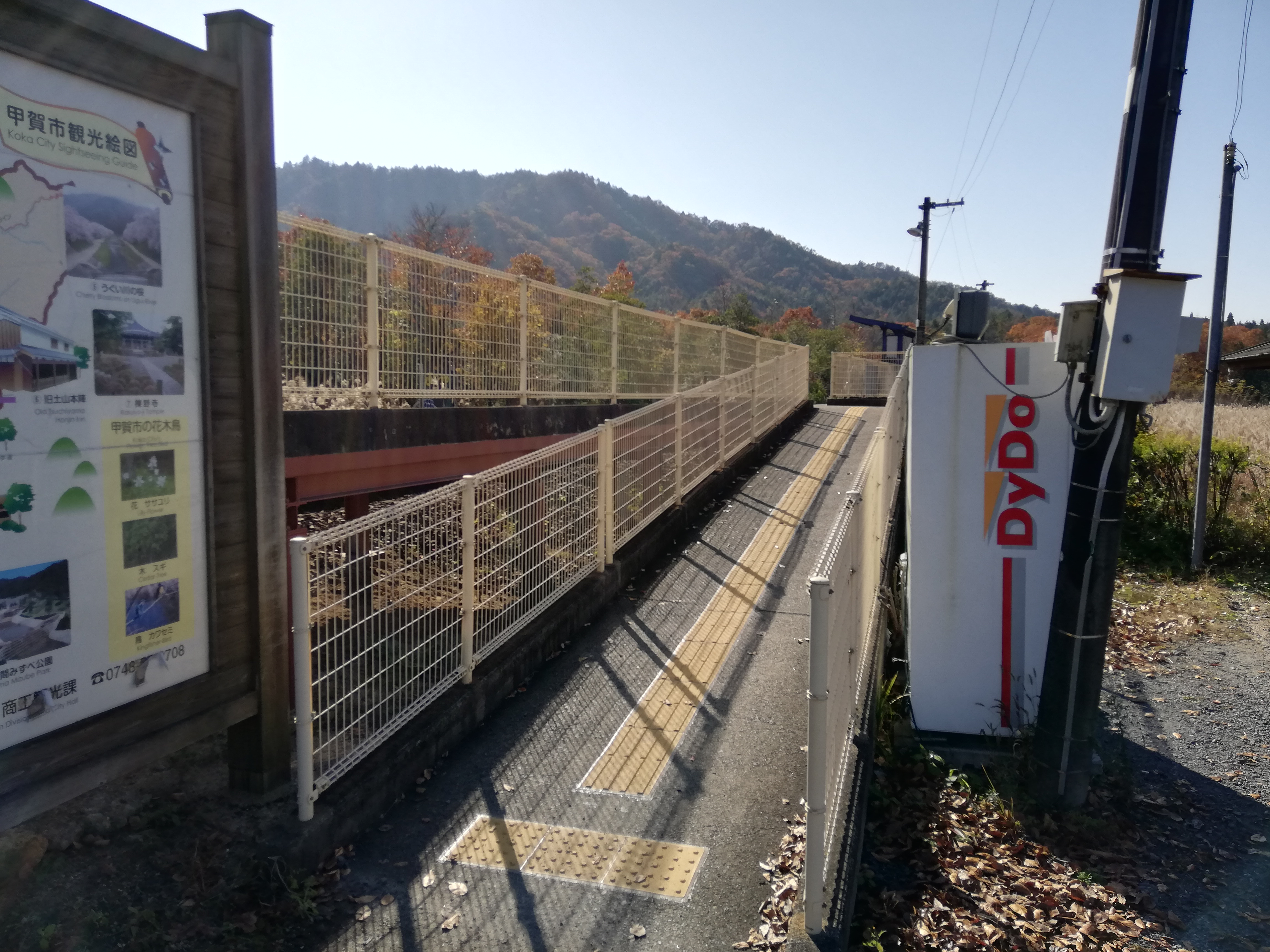
月台入口（2020年11月）

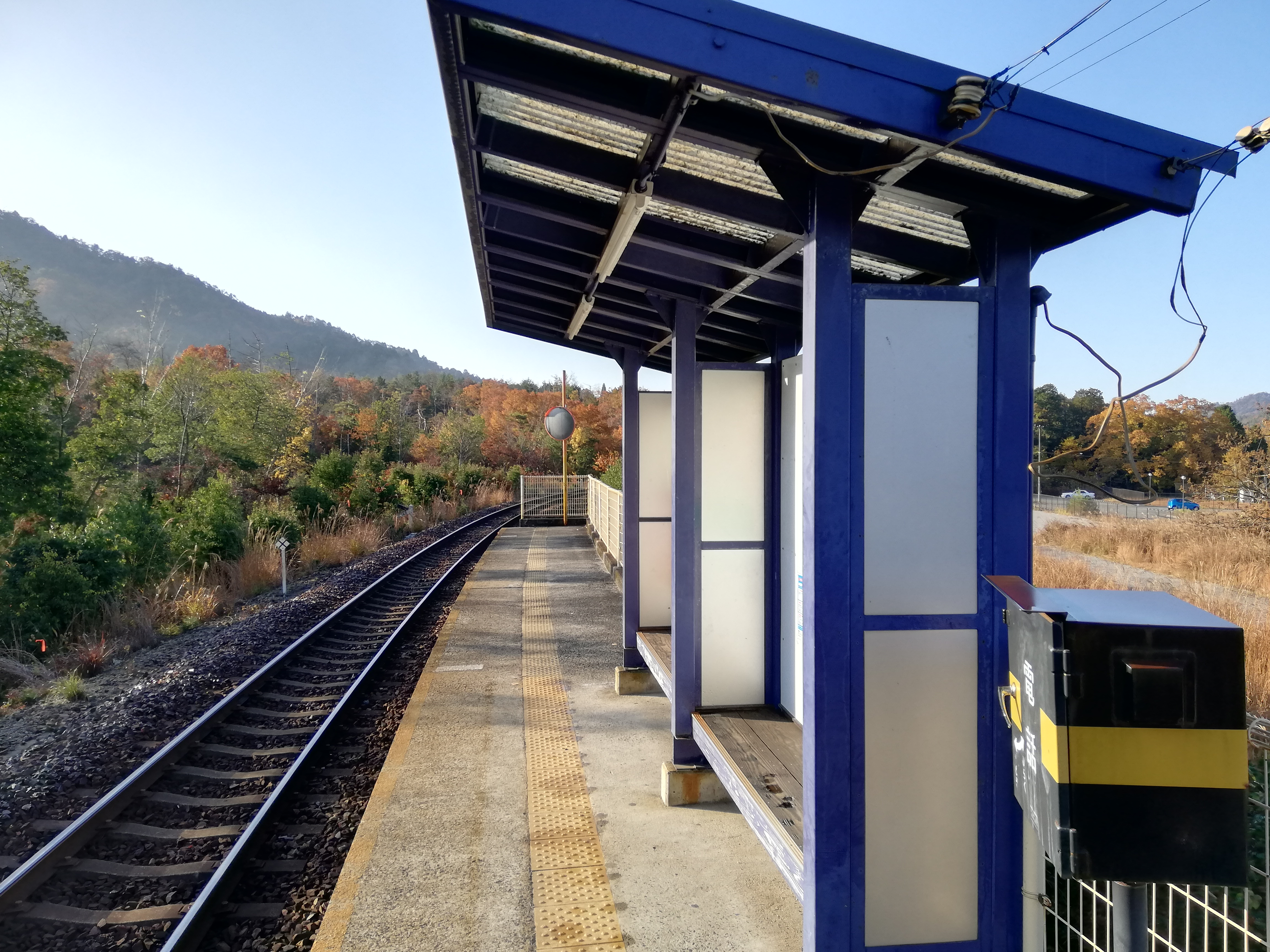
候車亭（2020年11月）

採用簡易車站模式，不設站房。在國道上入口豎立有以木板製成的站牌，旁邊設有一座投幣式電話亭。站前設有細小的廣場，左側為泊車轉乘專用停車位及一座有蓋單車停泊場，右側為木建單層、男、女及傷殘人士獨立式洗手間一座。

### 月台配置
車站月台建於彎位上，只設有一座側式月台，出入口採用無障礙斜版方式連接路面和月台。長度為50米，有效長度為2輛。向貴生川方設有連接車站兩側的平交道，亦作為東海自然步道的其中一部份。
整個月台均以工字鐵及鋼板所搭成，月台中央設有一座以鋼架及膠板所搭成的有蓋候車亭，開站時設有兩排日本國鐵常用的四獨立座位塑膠候車座椅。2017年左右為候車亭翻新時，順道也將候車座椅改為鑲嵌在鐵架上的長形木板。旁邊有一座聯絡信樂站的緊急用通訊電話，同時設有揚聲器，該裝置會發布路線和列車暫停服務等資訊。而在月台入口方自2015年起放置了兩座信樂燒狸貓。
列車靠站時，往信樂方向為右側上落，往貴生川方向為左側上落。
| 路線    | 方向 | 目的地     |
| ------- | ---- | ---------- |
| ■信樂線 | 上行 | 貴生川方向 |
| ■信樂線 | 下行 | 信樂方向   |

## 歷史
- 1987年7月13日：隨著信樂高原鐵道接管信樂線，此站同時啟用。

## 使用狀況
《滋賀縣統計書》及《甲府市統計書》只列出信樂信全線全年的整體人數及日均使用人數，並沒有列出個別車站年度日均使用人數。而根據國土交通省「國土數值情報」，以下為近年一日平均乘車人次列表：
| 乘降人員推算 | 乘降人員推算     |
| 年度         | 1日平均 乘降人次 |
| ------------ | ---------------- |
| 2011         | 78               |
| 2012         | 78               |
| 2013         | 68               |
| 2014         | 62               |
| 2015         | 67               |
| 2016         | 72               |
| 2017         | 60               |
| 2018         | 132              |
| 2019         | 133              |
| 2020         | 96               |
| 2021         | 102              |
| 2022         | 104              |

## 相鄰車站
信樂高原鐵道
■信樂線
貴生川－紫香樂宮蹟－雲井
註：過往在本站與貴生川站之間，曾設有小野谷信號場，已於2018年棄用。

## 外部連結
- 信樂高原鐵道全線車站資訊 （页面存档备份，存于）（日語）